# Les cròniques de Fabulàndia
Les cròniques de Fabulàndia (títol original en neerlandès, De Fabeltjeskrant: De Grote Dierenbos-spelen) és una pel·lícula infantil d'animació per ordinador neerlandesa del 2018 protagonitzada pels personatges de la sèrie de televisió Fabeltjeskrant. La pel·lícula es va estrenar el 19 de desembre, uns cinquanta anys després de la primera emissió de la sèrie de titelles. S'ha doblat al català.
El llargmetratge és una producció conjunta de Rubinstein Media, De Levita Productions i Grid Animation. El procés de digitalització va durar quatre anys. Per tal que els animals digitals siguin tan afectuosos com sigui possible dels seus exemples físics, estan animats de tal manera que semblen fets de feltre.